# ニールス・フルーレン
ニールス・フルーレン（Niels Fleuren, 1986年11月1日 - ）は、オランダ・北ブラバント州ボクスメール出身のサッカー選手。ポジションはディフェンダー。
2003年10月3日に対SCカンブール戦でトップチームデビュー。2013年9月13日のデ・フラーフスハップ戦にて、リーグ戦通算出場記録300試合を達成したが、それまでに記録した得点は2005年10月21日のHFCハーレム戦で記録した1得点のみ。
2016年7月15日、FCエメンと契約したことが発表された。